# Ex-Hacienda de Ocotza
Ex-Hacienda de Ocotza es una localidad de México localizada en el municipio de Ixmiquilpan en el estado de Hidalgo.

## Toponimia
En idioma otomí quiere decir “Palo hueco” o “Árbol agujerado”.

## Geografía
Se encuentra en la región geográfica del Valle del Mezquital. A la localidad le corresponden las coordenadas geográficas 20° 25’ 27.264” de latitud norte y 99° 05’ 45.526” de longitud oeste, con una altitud de 1895 m s. n. m. Cuenta con un clima semiseco templado.
En cuanto a fisiografía se encuentra en la provincia del Eje Neovolcánico, dentro de la subprovincia de Llanuras y Sierras de Querétaro e Hidalgo; su terreno es de llanura. En lo que respecta a la hidrografía se encuentra posicionado en la región del Pánuco, dentro de la cuenca del río Moctezuma, en la subcuenca del río Actopan.

## Demografía
En 2020 registró una población de 580 personas, lo que corresponde al 0.59 % de la población municipal. De los cuales 269 son hombres y 311 son mujeres.
| Gráfica de evolución demográfica de Ex-Hacienda de Ocotza entre 1980 y 2020 |
|                                                                             |
| Población registrada por los censos y conteos del INEGI.                    |